# 3 novembre 1937
Le mercredi 3 novembre 1937 est le 307e jour de l'année 1937.

## Naissances
- Jean-Louis Descloux, athlète suisse, spécialiste du 400 mètres
- Iouri Paramochkine, joueur de hockey sur glace russe
- Friedrich Karl Waechter (mort le 16 septembre 2005),
- Theys Eluay (mort le 10 novembre 2001), dirigeant du Présidium du Conseil de Papouasie

## Décès
- Albert d'Huart (né le 22 mars 1867), avocat et homme politique belge
- Giovanni Luigi Pavarino (né le 27 décembre 1867), naturaliste italien
- Hryhorii Epik (né le 17 janvier 1901), écrivain et journaliste ukrainien
- Mykola Koulich (né le 19 décembre 1892), ukrainien, dramaturge, pédagogue et vétéran de la Première Guerre Mondiale
- Valérian Pidmohylny (né le 2 février 1901), écrivain ukrainien
- Volodymyr Tchekhivsky (né le 19 juillet 1876), homme politique ukrainien
- Winthrop Ames (né le 25 novembre 1870) directeur et producteur de théâtre américain

## Autres événements
- Inauguration de l'hôpital intercommunal de Créteil
- Sortie française des films :
  - Le Prince et le Pauvre
  - Le Prisonnier de Zenda
- Red Horner, Russell Blinco et Wilf Cude participent au Match des étoiles de la Ligue nationale de hockey en l'honneur d'Howie Morenz.
- Maurice Archambaud établit le record de l'heure à vélo avec 45,817 km.
- La Nine Power Treaty Conference (en) s'ouvre à Bruxelles pour mettre un terme au conflit opposant le Japon à la Chine.